# Зетельский говор

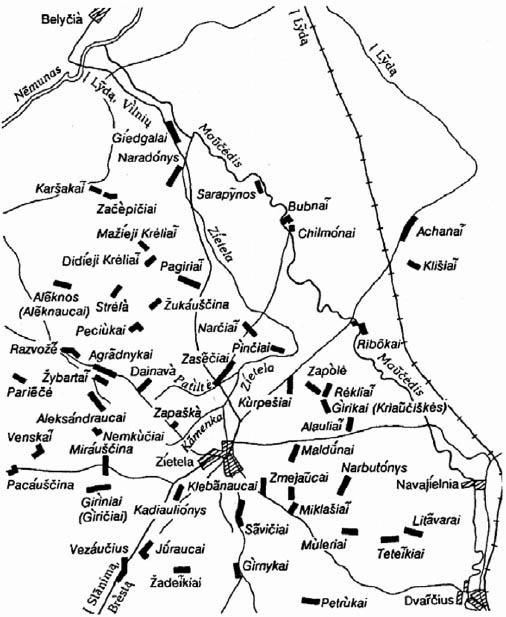
Бывший ареал зетельского говора (по А. Видугирису, 2004).

Зетельский говор — вымерший говор литовского языка, существовавший на Дятловщине (Беларусь) по левый берег Немана. Относится к «островным» говорам. Название происходит от местного литовского произношения города Дятлово — Zíetela, «Зетела».

## Распространение
Ареал говора был наиболее удалён на юг от основного ареала литовского языка в сравнении с другими литовскоязычными анклавами вдоль белорусско-литовского (Рымдюны, Пелеса) и польско-литовского пограничья (Сейны).
На 1886 год число носителей составляло 1156 человек. Это были жители деревень Норцевичи, Погири, Засетье, Ятвезь, Корпеши, Пинчици, Стрела, Тетейки. Предполагается, что до XIX века территория распространения говора была больше. Об этом свидетельствует концентрация балтских топонимов на юге Дятловского района — около Роготно, Дворца, вдоль дороги Дятлово—Слоним.
На момент экспедиции литовского языковеда А. Видугириса (1960 год) литовский понимали 32 местных жителя. Из них хорошо владели языком менее половины — 15 селян из Засетья.
Экспедиция Т. Судника (1975 год) установила 30 носителей зетельского говора в деревнях Погири и Засетье.
В 1988 году, по сведениям А. Видугириса, скончался последний носитель.

## Особенности
Исследователи диалекта отмечали его архаичность на фоне остального литовского языка (например, сохранение в грамматике разных местных падежей). Многочисленность белорусизмов свидетельствует о тесном и длительном контакте носителей со славянами.
Как писал А. Видугирис, зетельский говор близок к диалекту западных аукштайтов (район Каунаса). Удалённость носителей двух наречий языковед объяснял тем, что предки западных аукштайтов, ятвяги-дайнава, ранее жили на более обширной территории. Сюда же он включал и регион распространения южноаукштатского диалекта, который разделил зетельцев и западных аукштайтов.
Кроме того, в зетельском говоре наблюдаются западнобалтские черты, включая переход ž- > z- (лит. žąsis «гусь», žiema «зима» — по-зетельски ząsis, ziema). Этот переход был в прусском и ятвяжском языках. В этой связи исследователь А. Ваганас отметил гидронимы Зельва (в Литве встречаются гидронимы Želva, от лит. želvas «зеленоватый») и Свитязь (по-зетельски Svitožis, тогда как литовский корень был бы Švit-). Как и бывший ареал зетельской речи, они находятся на нёманском левобережье и предположительно являются ятвяжским наследием.
Таким образом Видугирис констатировал, что зетельский говор вобрал в себя черты двух речей: автохтонной западнобалтской и литовской западноаукштайтской.

## Происхождение
Первый исследователь говора Э. Вольтер предположил, что зетельцы — потомки пруссов, которые, по Ипатьевской летописи, были переселены великим князем литовским Тройденом под Слоним.
Участие пруссов в формировании этнического облика местных жителей в той или иной форме подчёркивали историки Я. Отрембский, Е. Охманьский, В. Свежинский, А. Кветковская.
Тем не менее прусская версия подверглась критике. В частности, с ней был не согласен литовский лингвист К. Гаршва, который изучал фонологию пограничных литовских диалектов. Историк А. Кибинь считал, что в этом крае совсем не могло быть тройденских пруссов, так как в летописи под 1276 годом указано, что переселенцы были перехвачены галицко-волынским отрядом. Как отметил исследователь, в XI века на нёманском левобережье возникают ятвяжские каменные курганы, и, соответственно, именно ятвягов он рассматривал как предков носителей зетельского говора. Идею о ятвяжском происхождением поддерживал также А. Видугирис.